# Воронин, Семён Александрович
Семён Алекса́ндрович Воро́нин (25 января 1880 — 28 февраля 1915) — рабочий, депутат Государственной думы III созыва от Владимирской губернии.

## Биографии
Родился в деревне Голчаново Шуйского уезда Владимирской губернии в семье крестьян — Александра Гавриловича и Натальи Павловны Ворониных. Не позднее 1892 года семья Ворониных переехала в Шую и причислена к мещанскому сословию. Выпускник земской школы в селе Талицы того же Шуйского уезда. Ещё подростком стал работать ткачом на бумаго-ткацкой и ситцевой фабрики Н. и А. Гандуриных. Позже стал помощником ткацкого мастера.

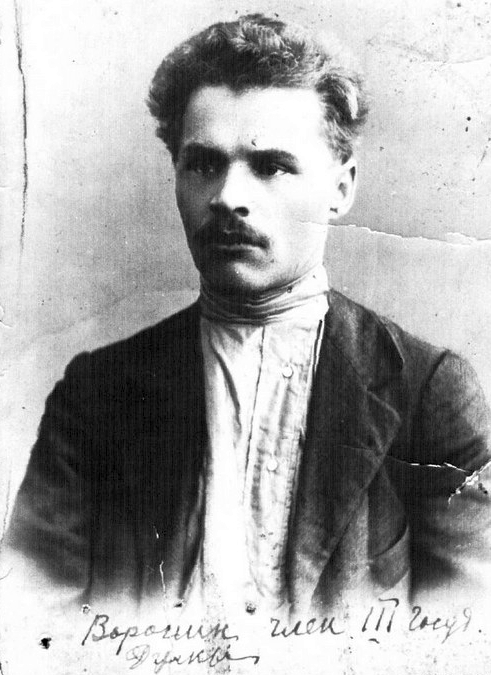
С.А. Воронин

В середине 1890-х годов, работая в Иваново-Вознесенске на фабрике Дербенёва, стал принимать участие в работе марксистского кружка, затем стал членом Иваново-Вознесенского «Рабочего союза». 4 мая 1897 года на общем собрании этой Иваново-Вознесенской социал-демократической рабочей организации избран выборным (руководителем) ячейки союза на своей фабрике. (В это время весь «Рабочий союз» был разбит на ячейки). В июне 1897 года в связи с делом Варенцовой, Хрящевой и других в «Рабочем союзе» произошёл провал, в результате в августе того же года после откровенных показаний В. Муравьева Воронин был привлечён к дознанию. Во время следствия по этому делу находился под особым полицейским надзором, оставлен на свободе «под подозрением». В январе 1898 года дело в отношении Воронина было прекращено из-за недостаточности улик. Примерно с осени 1897 года избран представителем от организации рабочих в группе интеллигентов «Красный крест», которая занималась снабжением подпольных рабочих организации денежными средствами и легальной литературой.
Дело было в дальнейшем присоединено к дознанию о «Московском Союзе борьбы за освобождение рабочего класса» (связь через Солодуху-Перазича). В. обвинялся в том, что был членом кружка (выборным), заведовал кассой, вербовал новых членов.
14 июня 1898 года в лесу под Иваново-Вознесенском было проведено совместное тайное собрание Иваново-Вознесенского «Рабочего союза» вместе с Кохомским Рабочим союзом. В результате эти союзы сформировали единый Иваново-Вознесенский комитет РСДРП, а С. А. Воронин стал его членом. По данным охранного отделения, в Иваново-Вознесенске работал очень активно; был представителем
в Московском областном комитете и присутствовал на одной из областных конференций.
20 августа 1898 года в результате нового провала социал-демократической организации Ивано-Вознесенска арестован. 24 августа того же года освобождён под особый надзор полиции, так как на допросе дал откровенные показания. После освобождения из заключения возобновил работу Иваново-Вознесенском комитете РСДРП, став в его главе вместе с А. Жаровым, Тарасовым, Ерофеевым.
9 февраля 1900 года вновь арестован по объединенному делу «Московского Союза борьбы» и Иваново-Вознесенской организации, определён под гласный надзор полиции с проживанием на 1 год вне столиц, столичных губерний и некоторых фабричных местностей. После приговора выслан вместе с женой Е. П. Мокруевой-Ворониной в Саратов, прибыл туда 7 апреля 1900 года. В Саратове принимал деятельное участие в работе местной социал-демократической организации, входил в социал-демократический комитет, состоявший из ссыльных рабочих. Тогда же в 1900 году снова был привлечён к возникшему на основании показаний арестованного в Кохме рабочего Козлова новому следствию о Иваново-Вознесенском комитете РСДРП. 12 сентября 1900 года снова арестован в Саратове, но через два месяца 11 ноября освобождён под особый надзор полиции. Следствие установило, что до саратовской ссылки Воронин являлся кассиром объединенной кассы иваново-вознесенских кружков. 12 декабря 1901 года Воронин был приговорён к тюремному заключению на 1 год.
Однако 23 декабря 1901 года был призван на военную службу. По соглашению министра юстиции и министра внутренних дел наказание, назначенное Воронину, заменено на одиночное заключение в военной тюрьме на 3½ месяца без последующего ограничения в правах и без перевода в разряд штрафованных. Службу проходил в 21-м Муромском пехотном полку, дислоцированном в Ломжинской губернии (г. Остроленка, Царство Польское). Был членом военной социалистической организации. Во время революционных событий лета 1905 года воинская часть Воронина был направлен на подавление рабочих волнений, но под влиянием революционной пропаганды солдаты отказались участвовать в подавлении восставших.
В 1906 году после демобилизации снова в Иваново-Вознесенске. Вновь приступил к работе в социал-демократической организации, уже как большевик. Снова служил на фабрике Гандуриных. Продолжал вести подпольную работу вопреки на преследования полиции.
10 октября 1907 избран по рабочей курии в Государственную думу III созыва от съезда уполномоченных от рабочих Владимирской губернии. Входил в Социал-демократическую фракцию; примыкал к её большевицкому крылу. Подписал законопроекты: «Правила для приема в высшие учебные заведения», «Об отмене смертной казни». Во время приездов в Иваново-Вознесенск поддерживал связь с местными социал-демократами. В 1909 году по сведениям Департамента полиции на имя Воронина из Вены высылалась нелегальная газета «Правда».
Печатался в большевистской газете «Звезда». После начала публикации газеты «Правда» стал одним из её активных корреспондентов. Из Петербурга часто приезжал в Иваново-Вознесенск, Шую, Тейково, выступал перед рабочими, привозил с собой нелегальную литературу.
После окончания депутатских полномочий от подпольной деятельности отошёл, в организации не состоял. Поселился на родине жены в селе Анкудиново, затем вернулся в Голчаново. Продолжал работать на фабрике.
С началом Первой мировой войны был мобилизован. Участвовал в войне в качестве рядового Вяземского пехотного полка. Погиб 15 (28) февраля 1915 года в Венгрии в бою за Перемышль в Карпатах, где и был похоронен в братской могиле при местной церкви.

## Семья
- Жена — Екатерина Петровна урождённая Мокруева (1879—?) ткачиха, помогала мужу в заведовании объединенной кассой Иваново-Вознесенской с.-д. организации (1899—1900), проходила по делу об Иваново-Вознесенском комитете РСДРП, отбыла четырёхмесячное заключение во Владимирской губернской тюрьме (17 января — 17 мая 1902)[5].
  - Сын — Леонид (10.03.1908 — 6.05.1942), погиб в немецком плену во время Второй мировой войны (шталаг IV B)[6]
  - Сын — Евгений[1],
  - Сын — Алексей[1],
  - Дочь — Антонина (? — после 1980), учитель истории в Иваново, директор школы в Гатчине, замужем за Иваном Карповичем Куликовым. Сыновья: Борис и Леонид (1924—1980)[1].

## Оценки современников и властей
По данным охранного отделения: "Груб и склонен к спиртным напиткам".

## Память
Именем С. А. Воронина названа одна из улиц города Иваново.

### Архивы
- Российский государственный исторический архив. Фонд 1278. Опись 9. Дело 152.